# Србица (Кичево)
Србица (мкд. Србица) је насеље у Северној Македонији, у западном делу државе. Србица припада општини Кичево.

## Географија
Насеље Србица је смештено у западном делу Северне Македоније. Од најближег већег града, Кичева, насеље је удаљено 15 km североисточно.
Рељеф: Србица се налази у горњем делу историјске области Кичевија. Село је положено у источном делу Кичевског поља, у долини реке Темнице, а источно се издиже планина Человица. Надморска висина насеља је приближно 770 метара.
Клима у насељу је планинска због знатне надморске висине.

## Историја
У прошлости, село Србицу насељавају Срби, о чему говори и запис у једној манастирској књизи у кичевском манастиру свете Богородице Пречисте, где пише: „у време игумана Гаврила јеромонаха, сироче из села Србница, година 1811. март 20.”.. Жупи Србица припадао је некада православни манастир Св. Арханђела Гаврила, који је касније уништен. Насеље - прњавор уз манастир се назвало Арханђео.
У селу је била православна црква Св. Николе који су порушили Албанци. На црквишту је подигнута основна школа у којој се настава изводи на албанском језику. За време Другог светског рата албански окупатор је насеље назвао Скендербегово.
Село Србица-Арханђео се спомиње у турском попису из 1467/68. године, као део Кичевске нахије са 80 домаћинстава, 3 нежење и 3 удовице, све хришћани.
Према подацима из 1873. године, село је било познато и као Србиската и имало је 158 домаћинстава са 400 становника муслимана и 92 становника хришћана. Према подацима Васила К`нчова 1900. године, село је имало 850 становника муслимана (Македонци-муслимани или Помаци). За време другог светског рата, Балисти су село преименовали у Кастритери.
Србица је старо средњовековно насеље у којем су судећи по имену живели Срби. Пописано је 1476-1477. године у њему 88 српских хришћанских домова. Некада је ту било и 300 домаћинстава, а надомак тог стратешки важног места је постојала тврђава и православни храм посвећен Св. Николи. За време Турака исељавају се Срби, а они који остају бивају асимиловани. Од таквих настају поисламљени Срби тзв. Торбеши. Албанци се ту масовно досељавају из области Мат у Северној Албанији. Последњи Хришћани становници 5-6 породица се услед албанских зулума, исељавају око 1900. године у Кичево и поречко место Девич.

## Становништво
По попису становништва из 2002. године, Србица је имала 1.862 становника.
Претежно становништво у насељу су Албанци (99%).
Већинска вероисповест у насељу је ислам.